# Municipio de Athelstane
El municipio de Athelstane (en inglés: Athelstane Township) es un municipio ubicado en el condado de Clay en el estado estadounidense de Kansas. En el año 2010 tenía una población de 119 habitantes y una densidad poblacional de 1,28 personas por km².

## Geografía
El municipio de Athelstane se encuentra ubicado en las coordenadas 39°10′27″N 97°12′16″O / 39.17417, -97.20444. Según la Oficina del Censo de los Estados Unidos, el municipio tiene una superficie total de 93.23 km², de la cual 93 km² corresponden a tierra firme y (0,25 %) 0,23 km² es agua.

## Demografía
Según el censo de 2010, había 119 personas residiendo en el municipio de Athelstane. La densidad de población era de 1,28 hab./km². De los 119 habitantes, el municipio de Athelstane estaba compuesto por el 100 % blancos. Del total de la población el 0 % eran hispanos o latinos de cualquier raza.